# Mount Pleasant (Texas)
Mount Pleasant es una ciudad ubicada en el condado de Titus en el estado estadounidense de Texas. En el Censo de 2010 tenía una población de 15.564 habitantes y una densidad poblacional de 395,58 personas por km².

## Geografía
Mount Pleasant se encuentra ubicada en las coordenadas 33°9′34″N 94°58′20″O / 33.15944, -94.97222. Según la Oficina del Censo de los Estados Unidos, Mount Pleasant tiene una superficie total de 39.34 km², de la cual 38.49 km² corresponden a tierra firme y (2.17%) 0.85 km² es agua.

## Demografía
Según el censo de 2010, había 15.564 personas residiendo en Mount Pleasant. La densidad de población era de 395,58 hab./km². De los 15.564 habitantes, Mount Pleasant estaba compuesto por el 57.76% blancos, el 14.74% eran afroamericanos, el 1.21% eran amerindios, el 1.09% eran asiáticos, el 0.07% eran isleños del Pacífico, el 22.33% eran de otras razas y el 2.81% pertenecían a dos o más razas. Del total de la población el 51% eran hispanos o latinos de cualquier raza.